# Calosota acron
Calosota acron är en stekelart som först beskrevs av Walker 1848.  Calosota acron ingår i släktet Calosota och familjen hoppglanssteklar. Arten är reproducerande i Sverige. Inga underarter finns listade.